# アナーキー (2014年の映画)
『アナーキー』（原題: Cymbeline、別題: Anarchy）は、2014年にアメリカ合衆国で製作されたクライムドラマ映画。ウィリアム・シェイクスピア作の戯曲『シンベリン』を現代のニューヨークに置き替えた作品。
日本では「カリテ・ファンタスティック!シネマ・コレクション2015」の中の一作として2015年6月13日から限定公開された。

## キャスト
※括弧内は日本語吹替
- ヤーキモー - イーサン・ホーク（咲野俊介）
- シンベリン - エド・ハリス（菅生隆之）
- クイーン - ミラ・ジョヴォヴィッチ（本田貴子）
- ピザーニオ - ジョン・レグイザモ（飯島肇）
- ポステュマス - ペン・バッジリー（関雄）
- イモジェン - ダコタ・ジョンソン（合田絵利）　公式サイトに書かれている”イノジェン”の表記は間違い。
- クロートン - アントン・イェルチン（村田太志）
- ベレーリアス - デルロイ・リンドー